# Endocarditis

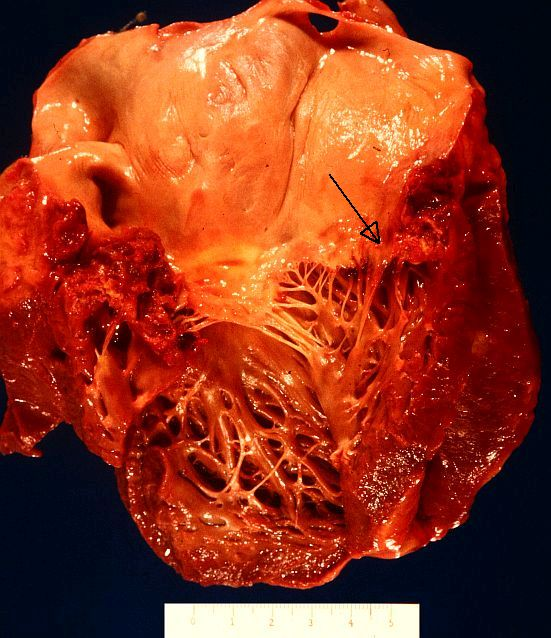
Imatge macroscòpica d'una endocarditis mitral

L'endocarditis és una malaltia que es produeix com a resultat de la inflamació de l'endocardi, és a dir, és un procés inflamatori localitzat en el revestiment intern de les cambres i vàlvules cardíaques, siguin vàlvules natives o protèsiques. Es caracteritza, sobretot, per la colonització o invasió de les vàlvules del cor produïda per cúmuls -anomenats vegetacions- d'una mescla de plaquetes, fibrina, microcolònies de microorganismes i, ocasionalment, també de cèl·lules inflamatòries. Com a conseqüència d'aquest procés, altres estructures es poden veure afectades, com el septe interventricular, les cordes tendinoses, l'endocardi mural o implants intracardíacs. És, també, una de les causes d'accidents vasculars cerebrals embòlics -sovint múltiples-, d'abscessos metastàtics (a distància), de meningitis, d'encefalopatia tòxica, d'osteomielitis o d'insuficiència renal crònica. Els danys parenquimatosos renals es poden derivar d'embòlies repetides (nefritis focal embòlica de Löhlein) o de glomerulonefritis difusa per formació in situ d'immunocomplexes. Aquesta forma de glomerulonefritis associada a l'endocarditis bacteriana és la més habitual, però també apareixen ocasionalment glomerulonefritis ràpidament progressives sense dipòsit d'immunocomplexes (pauci-immunes), que semblen relacionar-se amb un procés vasculític d'una altra etiologia.

## Classificació bàsica i origen del procés
Hi ha diverses maneres de classificar l'endocarditis, la més senzilla és basada en la seva etiologia, bé sigui endocarditis infecciosa (EI) o no-infecciosa (ENI), depenent si és un microorganisme o no el causant de la inflamació. Aquesta malaltia es diferencia de la inflamació del múscul cardíac, anomenada miocarditis i d'una inflamació del revestiment extern del cor, anomenada pericarditis.

## Causes poc comunes d'endocarditis
Una forma especial i rara d'endocarditis infecciosa és l'endocarditis mural primària, que cursa sense afectació valvular i sense anomalies estructurals cardíaques de base. Els hemocultius són reiteradament negatius i l'agent patogen es localitza dins del teixit del cor, lloc en què acostuma a formar múltiples abscessos. Pot originar grans vegetacions intraventriculars.
Existeix un tipus d'endocarditis sense inflamació, la trombòtica no bacteriana (o marasmàtica), poc comú i sovint localitzada a la vàlvula mitral, amb presència de trombes de plaquetes aglutinades i capes de fibrina que no contenen cèl·lules inflamatòries. Les vegetacions poden ser microscòpiques o formar masses exuberants superficials que es desprenen amb una major facilitat que les de les EIs i provoquen extensos infarts a distància. El teixit valvular subjacent és normal, si bé algunes vegades s'aprecien subtils evidències histològiques de fibres col·làgenes i elàstiques anormals. Gairebé el 50% dels malalts afectats pateixen embolitzacions sistèmiques, preferentment als vasos cerebrals, coronaris, renals i mesentèrics. S'associa a malalties de base molt greus, com neoplàsies, sèpsia o leucèmia. S'ha observat que els adenocarcinomes productors de mucina tenen una particular tendència a provocar aquest tipus d'endocarditis estèril, fet atribuïble als efectes gel·lificants d'aquesta proteïna sobre diversos mecanismes implicats en la correcta funcionalitat del sistema circulatori. No és rar que els fenòmens tromboembòlics produïts per l'endocarditis marasmàtica siguin la primera manifestació d'un càncer ocult, sent el de pàncrees el més freqüent. Ocasionalment, ha estat diagnosticada en persones que pateixen artritis reumatoide de llarga evolució. L'etiopatogènia d'aquesta endocarditis es creu relacionada amb un alt nivell de citocines circulants i estats d'hipercoagulabilitat (els quals deriven molt freqüentment de processos cancerígens). És una important causa de mort en malalts oncològics, sovint no es pot relacionar amb el grau de malignitat de la malaltia principal. Aquest tipus d'endocarditis es veu també en casos de malaltia de l'empelt contra l'hoste, eventualment després de trasplantaments al·lògrafs.
Una ENI associada a la síndrome hipereosinofìlica (una malaltia caracteritzada per un nombre excessiu d'eosinòfils en la sang sense causa determinada, ≥ 1500 eosinòfils/mm³; durant 6 mesos com a mínim i amb afectació cardíaca, nerviosa o de moll d'os) és l'endocarditis de Loeffler. Els eosinòfils infiltren les fibres musculars del cor i determinades proteïnes catiòniques producte de la seva degradació s'acumulen a la zona endocardíaca. Els canvis miocitolítics deriven en un engruiximent fibrós de l'endocardi d'un o dels dos ventricles que afecta a les unions intercel·lulars del miocardi subjacent i a la seva contractilitat. Això ocasiona el desenvolupament de grans trombes murals que redueixen la mida de les cavitats ventriculars i poden ser l'origen de tromboembolismes pulmonars o sistèmics. Ocasionalment, es presenta associada a la síndrome de Churg-Strauss (un tipus de vasculitis). S'ha descrit algun cas després d'una miocarditis secundària a l'ús d'infliximab en el context de d'una artritis reumatoide, causant de fibrosis endomiocardíaca diferida i fallida cardíaca dreta. La RM cardíaca multiparamètrica permet determinar el grau d'evolució de la malaltia. No sempre és fàcil avaluar la gravetat de la disfunció contràctil miocardíaca provocada per aquest tipus d'endocarditis amb una ecocardiografia transesofàgica convencional. Per això, pot ser necessari efectuar exàmens amb tècniques ultrasonogràfiques molt específiques, com l'ecografia bidimensional de rastreig de senyals cardíaques per capes.
El lupus eritematós sistèmic (LES) pot cursar amb una ENI particular, anomenada de Libman-Sacks, descrita el 1923 per aquests dos metges americans. Afecta a ~10% dels pacients amb LES. Es formen petites (1-4 mm) vegetacions verrucoses estèrils fibrinoplaquetàries a les vàlvules cardíaques -a la mitral, sobretot-, si bé també poden sorgir a les cordes tendinoses, la superfície endocàrdica o als músculs papil·lars. Les vegetacions són d'ecodensitat heterogènia, a diferència de les que s'observen en l'endocarditis bacteriana. Acostuma a cursar de forma asimptomàtica o amb poques manifestacions clíniques, tot i que algunes vegades causa un dany valvular greu, que pot requerir la instauració d'un recanvi protèsic a la vàlvula afecta en pacients que presenten grans vegetacions, pèrdua de la funcionalitat valvular i/o episodis tromboembòlics recurrents. Amb freqüència, es detecta en apreciar-se ecocardiogràficament una regurgitació valvular mitral o aòrtica d'intensitat molt variable. La regurgitació de la tricúspide és infreqüent. Sovint, l'existència d'un buf cardíac en un pacient amb febre i antecedents de lupus fa necessari plantejar el diagnòstic diferencial amb una EI o altres patologies valvulars. Aquesta endocarditis s'ha associat també a la síndrome antifosfolípid (SAF) primària i pot originar ictus embòlics. Eventualment, en individus amb evidència clínica de LES i SAF, aquest tipus d'endocarditis provoca una insuficiència cardíaca sobtada greu que necessita cirurgia valvular urgent. Un tractament combinat amb hidroxicloroquina i antagonistes de la vitamina K millora l'endocarditis de Libman-Sacks en certs malalts afectats per la SAF.

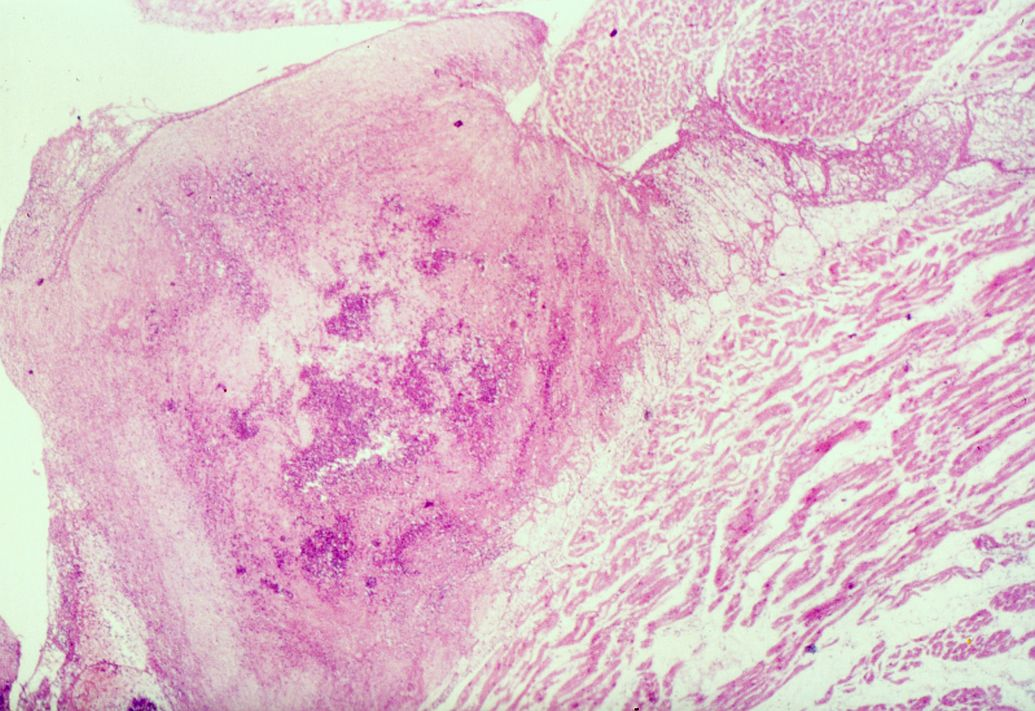
Endocarditis mitral. Microscopi òptic. 150X. Tinció d'HE.

 Algunes vasculitis de naturalesa autoimmune, com la vasculitis de petits vasos associada amb els anticossos dirigits contra el citoplasma dels neutròfils, són causa d'ENIs de diagnòstic problemàtic, ja que un percentatge significatiu d'endocarditis infeccioses presenta positivitat als ANCA. S'ha observat que la positivitat a aquest tipus d'anticossos es correspon amb endocarditis valvulars múltiples, de prognosi greu i que requereixen tractaments agressius.
L'endocarditis de la meitat dreta del cor es poc freqüent en persones no addictes a drogues per via parenteral o portadores de marcapassos. Aquests casos acostumen a tenir relació amb procediments mèdics o quirúrgics i les vegetacions es desenvolupen preferentment a la vàlvula tricúspide. No és rar que els malalts presentin malalties o trastorns predisponents (immunodepressió, anèmia crònica, diabetis, IRC o càncer). Excepcionalment, les endocarditis a la tricúspide apareixen en persones sense cap antecedent patològic o quirúrgic destacable; en aquests casos especials se sospita que el procés causal podria ser una bacterièmia possiblement secundària a una infecció cutània en aparença banal. L'envelliment de la població i l'augment del nombre d'implants de dispositius cardíacs han fet que, avui en dia, la majoria d'EIs dretes es presentin en pacients portadors aquest tipus d'aparells, sent l'estafilocòccia l'origen més habitual del procés, el qual es manifesta sovint com una sèpsia i requereix la retirada del dispositiu i antibioticoteràpia endovenosa.
Dins del grup de les endocarditis dretes cal esmentar una entitat molt particular i de difícil diagnòstic: l'endocarditis de la vàlvula d'Eustaqui, descrita per primera vegada l'any 1986. En adults, aquesta vàlvula és una estructura sense funció, considerada una resta embrionària intranscendent. Ara bé, en un petit percentatge d'endocarditis dretes (3,3%), es detecta que dita estructura és el lloc en què es desenvolupen les vegetacions infeccioses. L'ús de drogues intravenoses és el principal factor de risc en la majoria de casos. En cas de persistència de la fossa oval o de defecte septal, les vegetacions d'una endocarditis dreta poden arribar a la circulació sistèmica i causar fenòmens d'embolització a zones molt diferents.
Un ~10% de les endocarditis cursen amb una fibril·lació auricular (FA). De vegades, això comporta l'aparició d'una insuficiència cardíaca afegida que complica el procés i empitjora el pronòstic, independentment de la coexistència o no d'altres variables amb importància clínica. En aquests casos, però, la FA no implica un augment significatiu de la insuficiència valvular, ni -generalment- una major incidència d'embòlies sistèmiques o en el SNC, inclús entre els pacients sense anticoagulació prèvia. Alguns autors opinen que l'increment de la taxa de mortalitat observada avui dia en el grup de malalts en el que coexisteix l'endocarditis i la FA, respecte a la resta de pacients sense FA concorrent, es deu a l'edat més avançada del grup i no directament a relacions sinèrgiques lesives entre les dues patologies.